# Saint-Léger (Charente)
Saint-Léger foi uma comuna francesa na região administrativa da Nova Aquitânia, no departamento de Charente. Estendia-se por uma área de 4,21 km². Em 2010 a comuna tinha 119 habitantes (densidade: 28,3 hab./km²).
Em 1 de janeiro de 2019, passou a formar parte da nova comuna de Coteaux-du-Blanzacais.